# A Fickle Sonance
A Fickle Sonance – album studyjny amerykańskiego saksofonisty jazzowego Jackiego McLeana, wydany z numerem katalogowym BLP 4089 i BST 84089 w 1962 roku przez Blue Note Records.

## Powstanie
Materiał na płytę został zarejestrowany 26 października 1961 roku przez Rudy’ego Van Geldera w należącym do niego studiu (Van Gelder Studio) w Englewood Cliffs w stanie New Jersey. Produkcją albumu zajął się Alfred Lion.

## Lista utworów
Opracowano na podstawie materiału źródłowego:
Wydanie LP
Strona A
| Nr | Tytuł utworu            | Muzyka        | Długość |
| -- | ----------------------- | ------------- | ------- |
| 1. | „Five Will Get You Ten” | Sonny Clark   | 7:04    |
| 2. | „Subdued”               | Jackie McLean | 5:51    |
| 3. | „Sundu”                 | Sonny Clark   | 4:52    |
|    |                         |               | 17:47   |

Strona B
| Nr | Tytuł utworu       | Muzyka           | Długość |
| -- | ------------------ | ---------------- | ------- |
| 1. | „A Fickle Sonance” | Jackie McLean    | 6:47    |
| 2. | „Enitnerrut”       | Tommy Turrentine | 5:45    |
| 3. | „Lost”             | Butch Warren     | 4:44    |
|    |                    |                  | 17:16   |

## Twórcy
Opracowano na podstawie materiału źródłowego.
Muzycy:
- Jackie McLean – saksofon altowy
- Tommy Turrentine – trąbka
- Sonny Clark – fortepian
- Butch Warren – kontrabas
- Billy Higgins – perkusja

Produkcja:
- Alfred Lion – produkcja muzyczna
- Rudy Van Gelder – inżynieria dźwięku
- Reid Miles – projekt okładki
- Francis Wolff – fotografia na okładce
- Ira Gitler – liner notes
- Michael Cuscuna – produkcja muzyczna (reedycja z 1999)
- Bob Blumenthal – liner notes (reedycja z 1999)